# Shotgun (canção)
"Shotgun" é uma canção da banda norte-americana de rock chamada Limp Bizkit e é o primeiro single do sexto álbum da banda Gold Cobra. A canção foi lançada oficialmente em 17 de maio de 2011.

## Faixas
| Download digital |           |         |  |
| N.º              | Título    | Duração |  |
| 1.               | "Shotgun" | 4:33    |  |

## Lançamento
| Região         | Data               | Formato          | Gravadora           |
| -------------- | ------------------ | ---------------- | ------------------- |
| Estados Unidos | 17 de maio de 2011 | Download digital | Interscope, Polydor |
| Reino Unido    | 18 de maio de 2011 | Download digital | Interscope, Polydor |

## Paradas musicais
| Paradas (2011)    | Melhor posição |
| ----------------- | -------------- |
| Canadá Rock Chart | 26             |